# Nikki S. Lee
Nikki S. Lee (* 1970 in Geochang, Südkorea als Lee Seung-hee) ist eine Künstlerin und Filmemacherin mit Wohnsitz in New York City.

## Biografie
Nikki S. Lee wurde 1970 in der Kleinstadt Kye-Chang in Korea geboren, wo sie auch aufwuchs. 1993 machte sie am College of Arts der Chung-Ang University in Seoul ihren BFA-Abschluss (Bachelor of Fine Arts) und siedelte 1994 in die USA über, wo sie am Fashion Institute of Technology in New York ihr Studium fortsetzte und 1996 abschloss. Ihr anschließendes Masterstudium an der New York University beendete sie erfolgreich 1999. Im Jahr 2002 erhielt sie ein Stipendium der Louis Comfort Tiffany Foundation.
Lees bekannteste Arbeiten, die sie als ‚Projects‘ (Projekte) (1997–2001) betitelt, begann sie noch während ihres Studiums. Lee lebte während der Projekte für mehrere Wochen bei verschiedenen sozialen Gruppen (Beispielsweise The Punk Project 1997, The Hispanic Project 1998 und The Skateboarders Project 2000) und versuchte, sich in diese zu integrieren. Ein Mitglied dieser Gruppe oder eine befreundete Person schoss in dieser Zeit Schnappschüsse von Nikki S. Lee innerhalb der Gruppe. Ziel ist die Beobachtung der Interaktionen innerhalb einer Gruppe und die Analyse der selbstgewählten Identität.
Im Jahr 2006 veröffentlichte sie den konzeptuellen "Dokumentarfilm" AKA Nikki S. Hier präsentiert sich Lee als zwei unterschiedliche Persönlichkeiten: eine reserviert agierende Akademikerin und eine extrovertierte Prominente. Premiere war am 5. Oktober 2006 im Museum of Modern Art in New York.
Essays über Lees Arbeiten erschienen in zahlreichen Magazinen, Zeitungen und Zeitschriften wie z. B. Artforum, Art in America, Art Journal und in der New York Times. Bisher wurden zwei Monographien über ihre Arbeiten veröffentlicht: Nikki S. Lee: Parts. Text von RoseLee Goldberg (Hatje Cantz, 2005) und Nikki S. Lee: Projects. Essays von Russell Ferguson und Gilbert Vicario (Hatje Cantz, 2001). Die Philosophin Ariadne von Schirach schrieb bei Gunter Gebauer ihre Magisterarbeit über Lee unter dem Titel Identität als nomadisches Schweifen zwischen Existenzmöglichkeiten.
2006 heiratete sie den Schauspieler Yoo Teo.

## Projekte
- Projects 1997–2001
- Parts 2002–2005

## Buchpublikationen
- Nikki S. Lee - Projects. Hatje Cantz Publishers, Ostfildern-Ruit 2001, ISBN 3-7757-1091-4.
- Nikki S. Lee - Parts. Hatje Cantz Publishers, Ostfildern-Ruit 2005, ISBN 978-3-7757-1672-7.